# Kanton Salignac-Eyvigues
Kanton Salignac-Eyvigues (francouzsky Canton de Salignac-Eyvigues) je francouzský kanton v departementu Dordogne v regionu Akvitánie. Tvoří ho osm obcí.

## Obce kantonu
- Archignac
- Borrèze
- Jayac
- Nadaillac
- Paulin
- Saint-Crépin-et-Carlucet
- Saint-Geniès
- Salignac-Eyvigues